# 방코델타아시아
방코델타아시아(Banco Delta Asia S.A.R.L., 중국어 정체: 匯業銀行(회업은행))는 1935년 설립된 마카오의 은행이다. 조선민주주의인민공화국의 돈세탁과 관계되었다고 의심되고 있다. 2005년 미국은 방코델타아시아의 조선민주주의인민공화국 계좌를 동결했다.

## 미국의 북한 제재
2001년 9·11 테러 이후 미국 의회는 애국법을 제정했다. 2005년 6자회담의 9·19 공동성명이 채택되기 직전인 9월 15일, 미국 재무부는 애국법 제311조에 따라 마카오의 소규모 은행 BDA를 '돈세탁 우선우려 대상'으로 지정해 BDA와의 거래 위험성을 알리는 경고를 관보에 게재했다. 그러자 전세계 금융기관은 미국과의 거래가 막히는 피해를 입지 않기 위해 BDA와의 거래를 끊었다. BDA에 계좌를 갖고 있는 예금주들은 앞다퉈 돈을 인출하기 시작했다. 마카오 정부는 뱅크런을 막기 위해 BDA의 계좌를 전부 동결시켰다. 이 은행에 있던 북한 소유 의심 계좌 52개의 자금 2700만달러도 모두 동결됐다. 북한 정권은 전례없는 강도로 반발했고, BDA 동결계좌를 풀지 않으면 6자회담에 복귀하지 않겠다고 선언했다.
미국의 금융제재 이후 해외 송금계좌 물색에 어려움을 겪는 북한에게, 러시아는 스베르방크를 통한 거래를 허용했다. 방코델타아시아 북한 계좌 동결 직후, 북한은 러시아의 스베르 은행, 베트남의 베트콤 은행, 몽골 골룸투 은행에 북한 계좌를 신설했다.